# Drepanis coccinea
L'iiwi o drepanide scarlatto, più correttamente ʻiʻiwi (Drepanis coccinea (G.Forster, 1780)) è un uccello passeriforme hawaiiano della famiglia dei Fringillidi.
Presente e ben rappresentato sulle isole di Hawaii e Kauai, e con popolazioni più ridotte su Molokai e Oahu (nonché fino al 1929 anche su Lanai, dove attualmente è scomparso), con circa 362.000 esemplari stimati l'iiwi rappresenta il terzo uccello terrestre più numeroso delle Hawaii, nonché sicuramente una delle specie numericamente più rappresentate fra i drepanidini hawaiani, molti dei quali sono in pericolo di estinzione o estinti: questi numeri, uniti alla ristrettezza dell'areale occupato ed alle numerose pressioni alle quali questa specie è sottoposta, rendono il suo futuro piuttosto incerto e fanno sì che essa venga classificata come vulnerabile dall'IUCN.

## Etimologia
Il nome scientifico della specie, coccinea, si riferisce al piumaggio rosso cupo, che ricorda la tintura di cocciniglia: il nome del genere in cui questi uccelli vengono talvolta classificati, Vestiaria, deriva dall'impiego delle loro penne come ornamenti sui capi d'abbigliamento degli ʻaliʻi, la nobiltà indigena.
I linguisti fanno derivare la parola hawaiiana ʻiʻiwi dal proto-polinesiano kiwi, nome con cui nelle isole della Polinesia centrale viene indicato il chiurlo setoloso, un uccello migratore la cui forma del becco appare simile a quella dell'iiwi.

## Descrizione

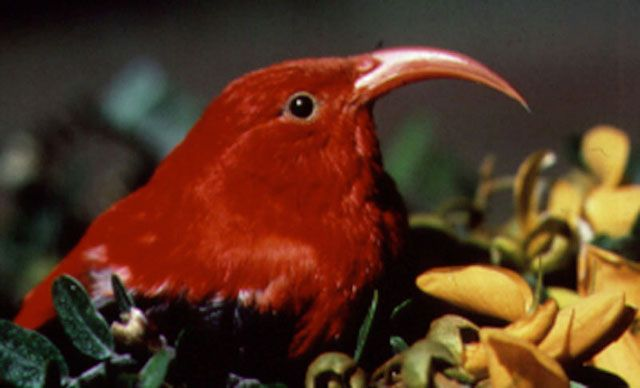
Primo piano di iiwi: notare il lungo becco ricurvo.
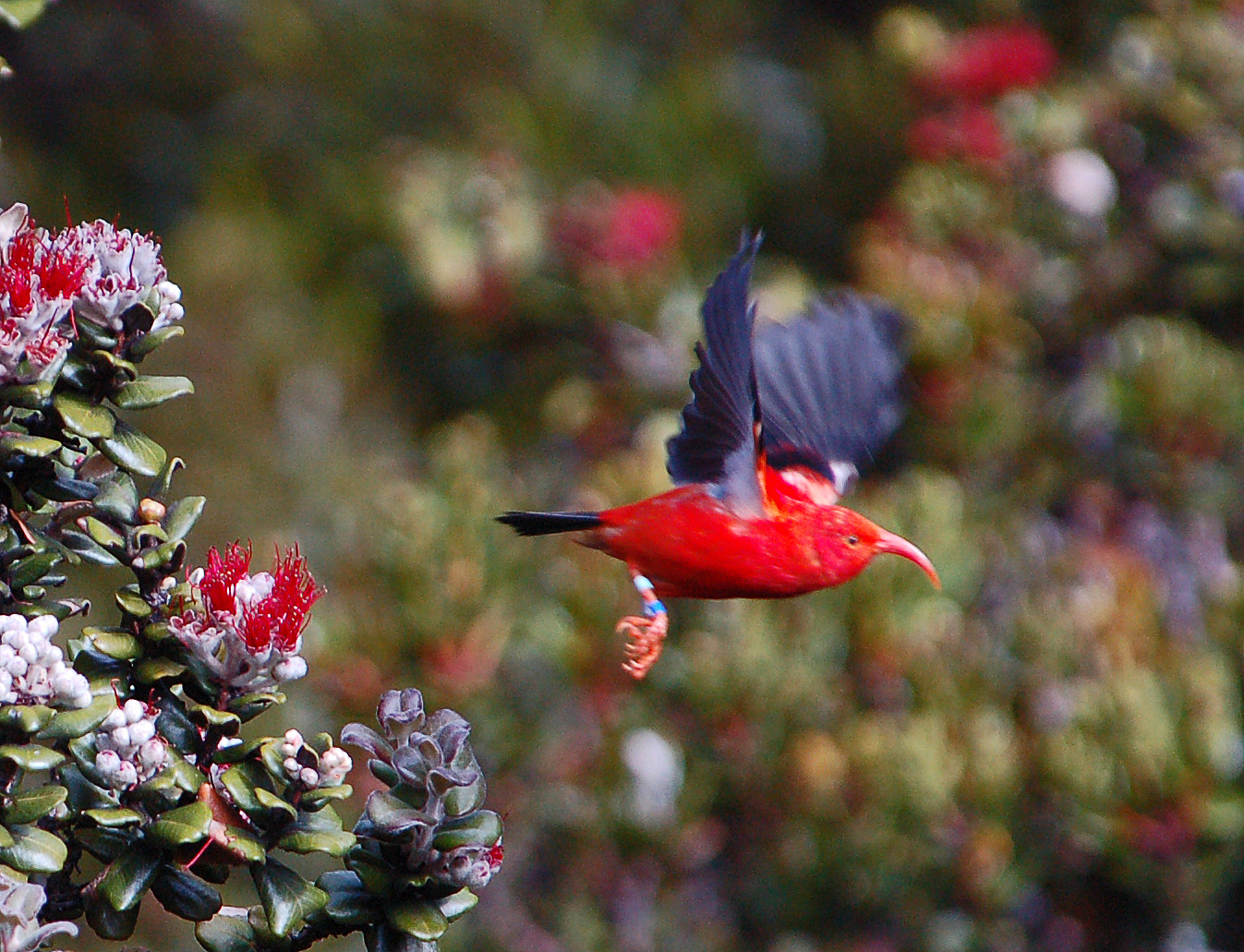
In volo l'iiwi mette in mostra i suoi brillanti colori.

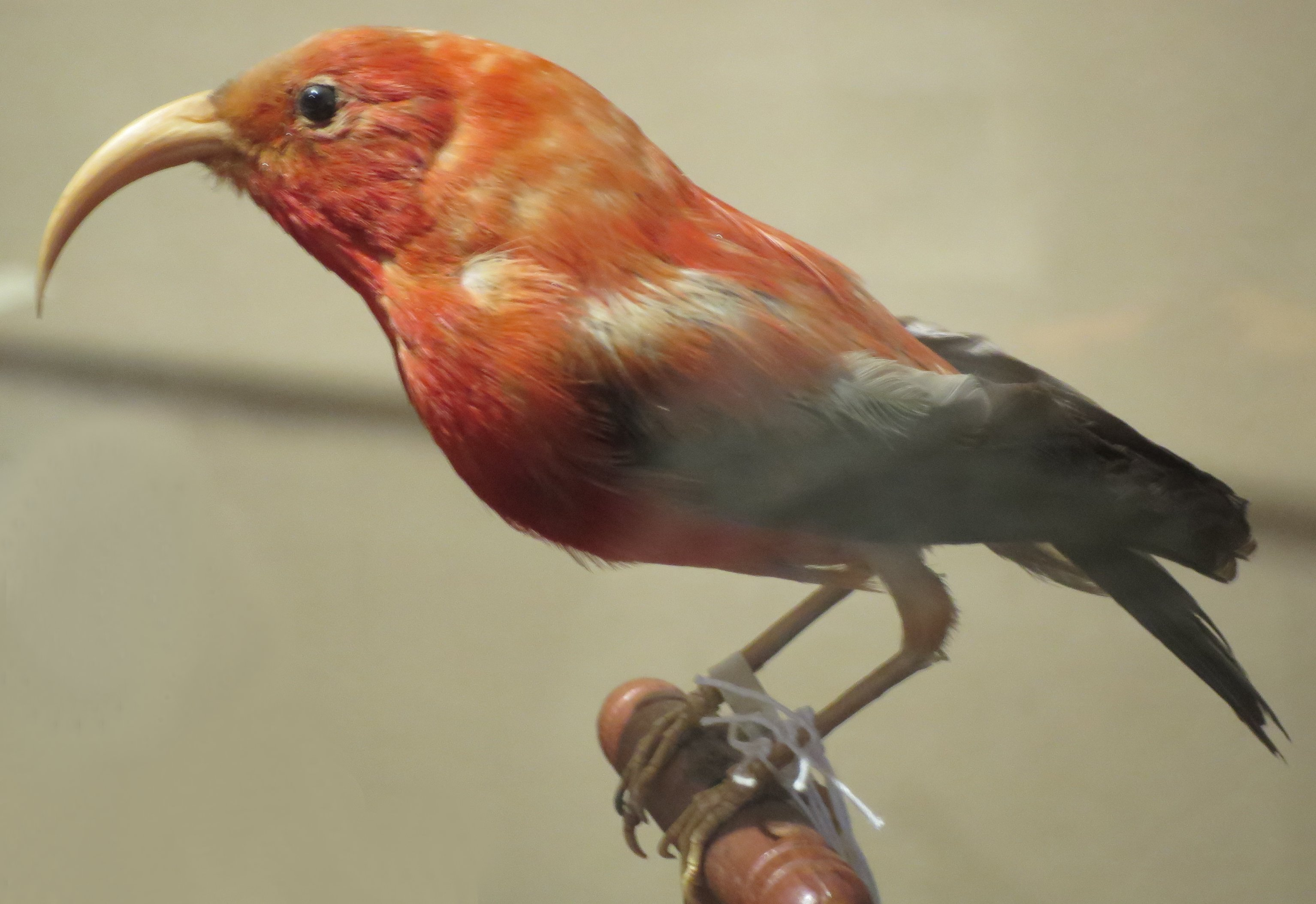
Esemplare impagliato al Museo Berenice Pauhai Bishop di Honolulu.

### Dimensioni
Misura fino a 15 cm, per un peso di 17-20 g: i sessi hanno dimensioni simili.

### Aspetto
L'aspetto di questi uccelli ricorda quello di un cardinalino del Venezuela al quale sia stata sostituita la testa con quella di un chiurlo: se l'aspetto del corpo è infatti quello tipico dei fringillidi, la grossa testa con lungo becco ricurvo è unica nel suo genere e condivisa con altri drepanidini. Sembrerebbe che negli ultimi 100 anni il becco degli iiwi si sia accorciato di circa mezzo millimetro: questa modifica morfologica potrebbe essere messa in correlazione col cambiamento di dieta di questi uccelli in seguito alla quasi scomparsa delle lobelie dalle Hawaii.
Il piumaggio si presenta di color rosso intenso su tutto il corpo, con remiganti e coda nere e tracce di bianco proprio sulle remiganti e sul codione: gli occhi sono neri, la pelle e le zampe sono rosate, il lungo becco falciforme è di color rosa salmone. Nonostante la colorazione accesa, l'iiwi non presenta dimorfismo sessuale evidente nella colorazione.

## Biologia
Si tratta di uccelli che vivono perlopiù da soli, ma che possono essere osservati anche in coppie o piccoli gruppi familiari nel periodo riproduttivo, quando i giovani immaturi seguono i genitori nei loro spostamenti. Durante i movimenti, gli iiwi emettono una serie di richiami, che vanno da semplici fischi bisillabici (simili a quelli dell'akohekohe e facilmente imitabili anche dall'uomo) ad altri suoni che sono stati descritti come paragonabili al suono prodotto da un pallone che colpisce una superficie d'acqua, a quello di due palloncini che si sfregano fra loro o al cigolio di un cardine arrugginito. Gli iiwi possono mostrarsi territoriali, difendendo le fonti di cibo particolarmente abbondanti, come i grossi alberi in fioritura.
L'iiwi ha abitudini essenzialmente diurne, e passa la maggior parte della propria giornata alla ricerca di cibo, volando piuttosto alto sopra la canopia per individuare a vista il cibo. Durante i suoi spostamenti, questo uccello è estremamente semplice da avvistare, in virtù della sua poca timidezza e soprattutto della colorazione vivace, che lo rende molto ben distinguibile fra la vegetazione.

### Alimentazione

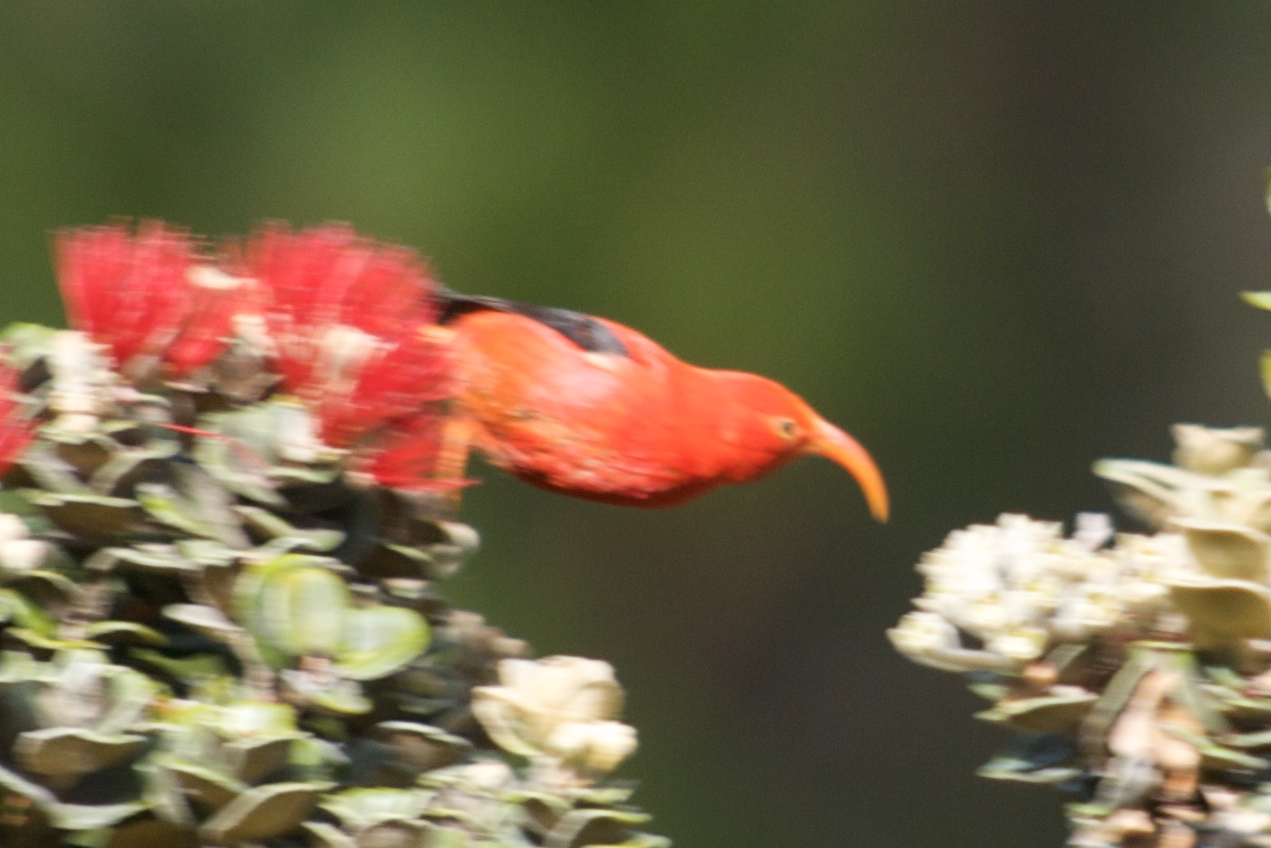
Un iiwi si nutre da un albero di ʻōhiʻa lehua.

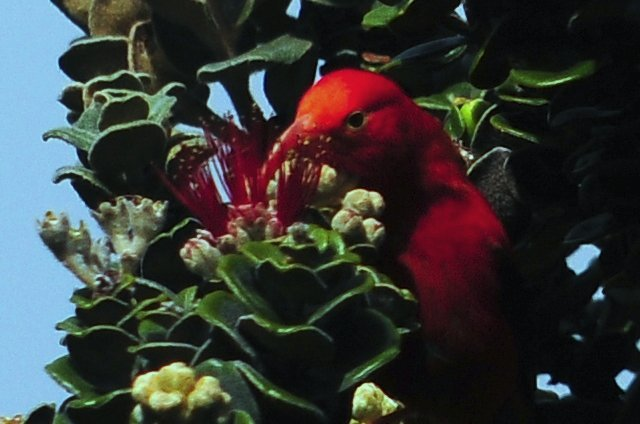
Un esemplare si nutre.

L'iiwi è un uccello essenzialmente nettarivoro, che si nutre infilando il lungo becco nei fiori e suggendo il nettare mediante la lunga lingua setolosa, appositamente adattata all'uopo.
Originariamente, l'iiwi visitava principalmente le lobelie hawaiiane, dotate di corolle ricurve, per suggere il nettare delle quali il becco si era appositamente evoluto: con la drastica diminuzione di queste piante in seguito all'alterazione degli habitat nativi hawaiiani durante la prima metà del XX secolo, questi uccelli hanno cominciato a rivolgere la propria attenzione sui fiori di altre specie, come l'ohia lehua e il māmane. Mentre si nutre, l'iiwi è in grado di compiere volo stazionario, rimanendo sospeso a mezz'ariamediante un velocissimo battito d'ali, in maniera simile a quanto osservabile nei colibrì.
Oltre al nettare, l'iiwi può nutrirsi anche di piccoli insetti.

### Riproduzione

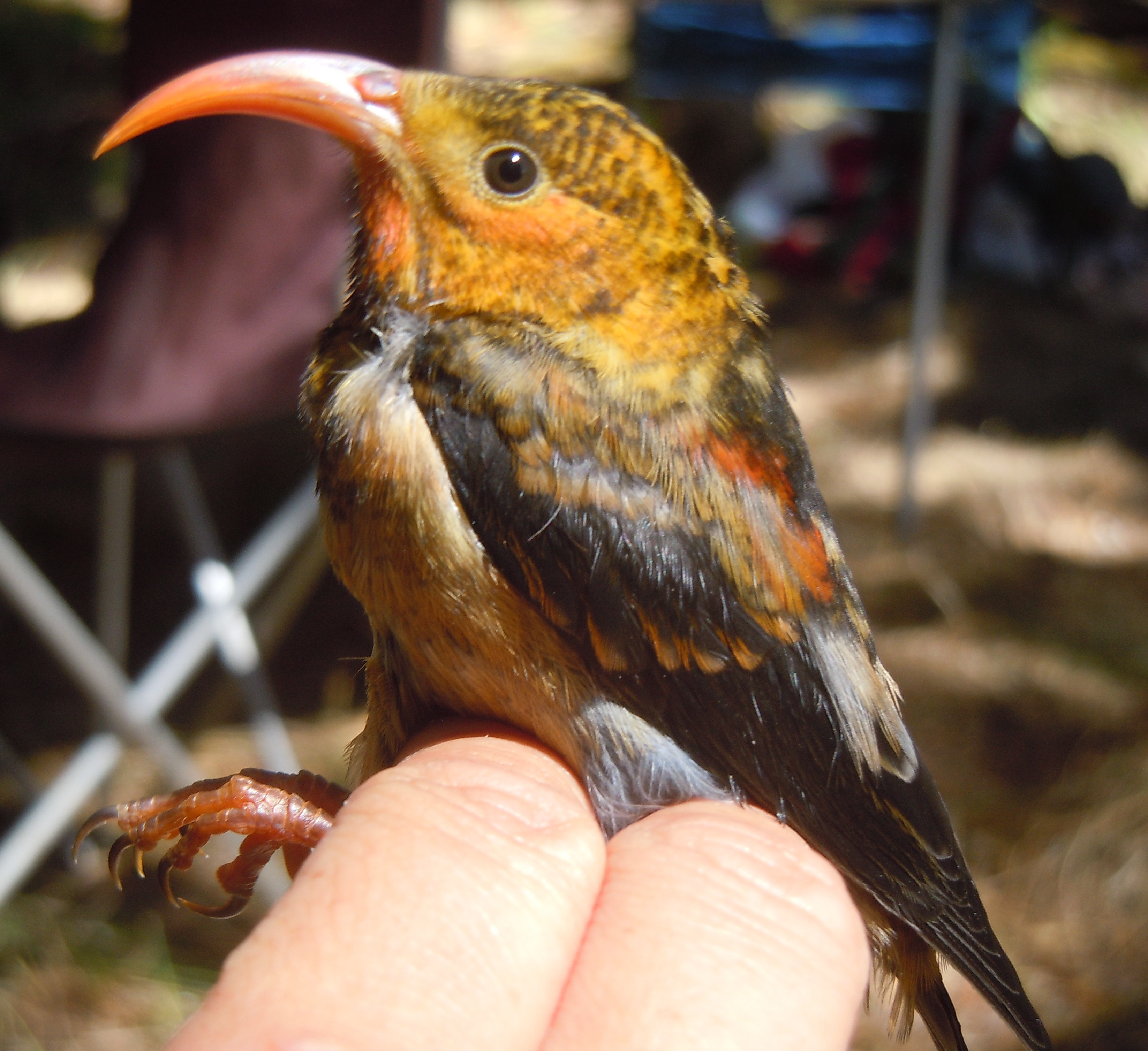
Giovane esemplare.

La stagione riproduttiva dell'iiwi è piuttosto estesa (novembre-luglio) e cade durante la prima metà dell'anno, quando la fioritura dell'ohia lehua è al culmine, in modo tale da poter disporre di un'abbondante scorta di cibo per allevare la prole.
Gli iiwi sono uccelli rigidamente monogami, coi maschi che corteggiano le femmine con canti appositi. Una volta formatesi le coppie, la zona immediatamente attorno al nido viene difesa da intrusi conspecifici.

I due sessi collaborano nella costruzione del nido, sebbene sembri essere la femmina a fare il grosso del lavoro: quest'ultimo è una struttura a coppa, piuttosto piccola, che viene edificata ben nascosta fra i rami intrecciando fra loro fibre vegetali, petali e foderando l'interno con piumino. Al suo interno, la femmina depone 2-3 uova azzurrognole, che essa provvede a covare da sola (col maschio che staziona nei pressi del nido e si occupa di reperire il nutrimento per sé e la partner) per circa due settimane. I pulli, ciechi ed implumi alla nascita, si ricoprono ben presto di un piumaggio di color verde-giallastro, con zone di color bruno-arancio e becco di color avorio: le differenze di aspetto tra adulti e giovani portarono i primi osservatori all'erronea credenza che vi fossero due specie separate di iiwi, tuttavia l'osservazione in cattività di uccelli giovani che esibivano il piumaggio adulto dopo la muta risolse la questione.
I nidiacei sono in grado di involarsi attorno ai ventidue giorni dalla schiusa: dopo l'involo, essi tendono a rimanere ancora per qualche tempo coi genitori, prima di allontanarsene attorno al quarto mese di vita.

## Distribuzione e habitat

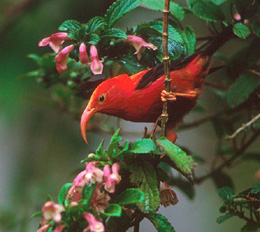
Esemplare in natura.

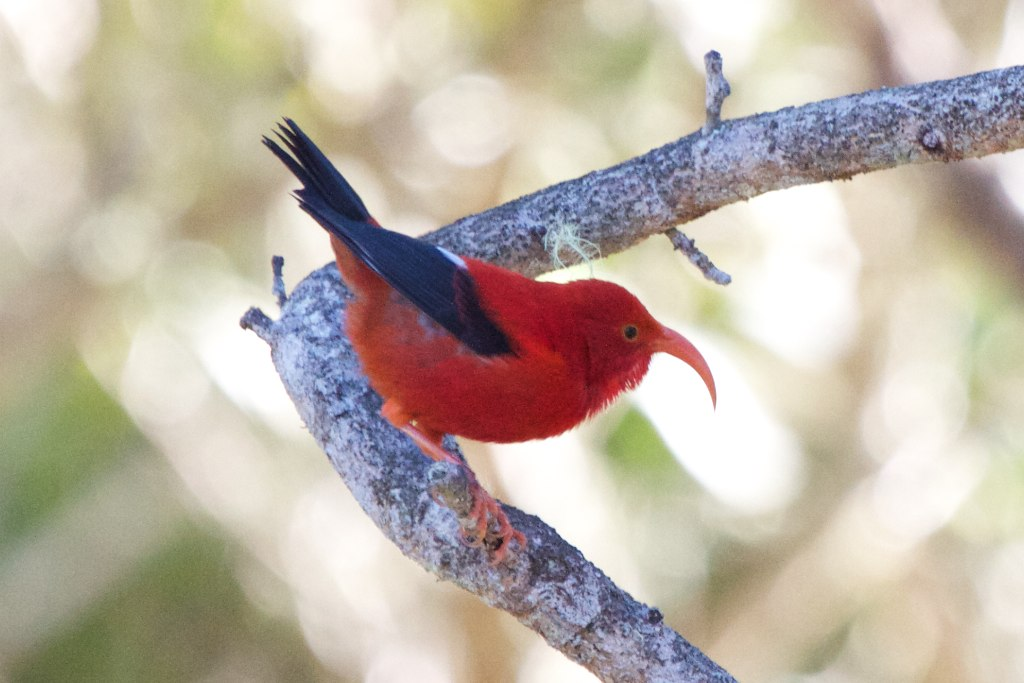
Esemplare fra i rami sull'isola di Hawaii.

Questi uccelli sono endemici delle Hawaii, dove popolano gran parte dell'isola principale e di Kauai, oltre che la porzione orientale delle isole di Maui e Molokai e l'area montuosa centro-settentrionale di Oahu.
L'habitat dell'iiwi è rappresentato dalle aree di foresta mesica ed umida a prevalenza di koa, māmane e ʻōhiʻa lehua al di sopra dei 1200 m di quota, con qualche esemplare isolato che si spinge anche al di sotto dei 1000 m, mentre sulle pendici orientali del Mauna Loa questi uccelli si spingono più frequentemente meno in quota e sono facilmente osservabili fino ai 300 m.
Questi uccelli si dimostrano molto mobili, viaggiando attivamente di isola in isola e percorrendo fino a 15 km al giorno (tanto che assieme all'ou e all'apapane l'iiwi è l'unico drepanide hawaiiano ad essere presente con la stessa sottospecie in più isole): generalmente, essi sono soliti scendere o salire di quota seguendo la fioritura delle specie di piante native, ed in particolare i giovani tendono a spostarsi di isola in isola per stabilirsi in nuovi territori e cercare di trovare un partner.

## Tassonomia
Inizialmente ascritto al genere Certhia, per lungo tempo, l'iiwi è stato ascritto in un proprio genere monospecifico, Vestiaria: il fatto che, a parte la colorazione, questi uccelli non differissero significativamente sotto tutti gli altri aspetti dagli estinti mamo ha portato gli studiosi ad accorpare gli iiwi al genere Drepanis, del quale essi rappresentano l'unica specie vivente.
Sebbene alcuni autori classifichino la popolazione di Molokai come sottospecie a sé stante col nome di Drepanis coccinea suavis, la specie viene generalmente considerata monotipica.
Ne è nota l'ibridazione con l'apapane.

## Conservazione

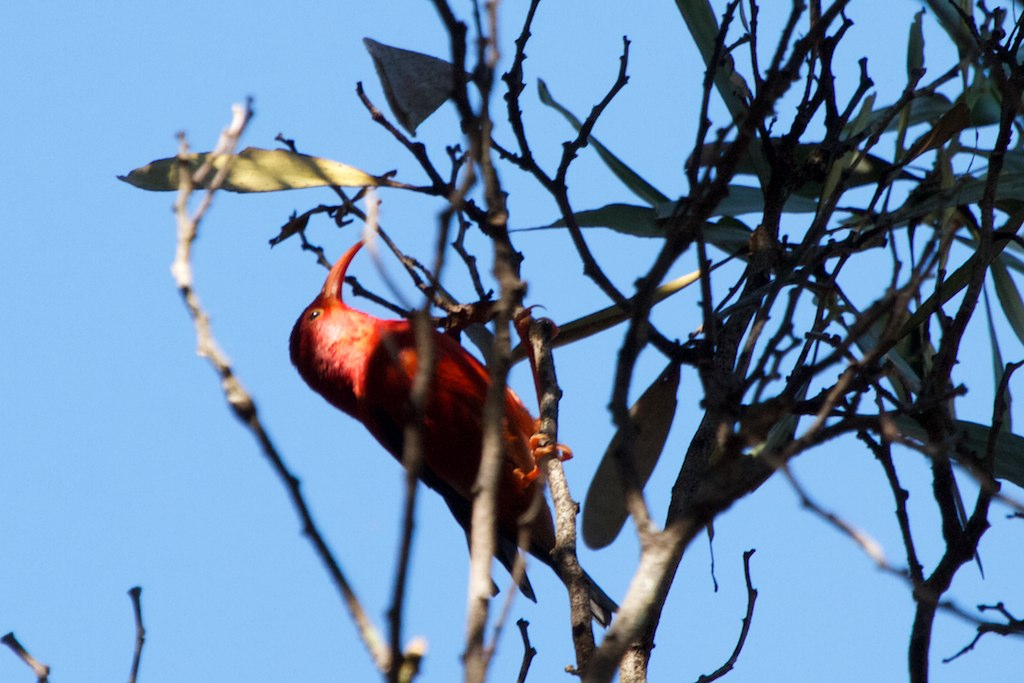
Esemplare fra la vegetazione.

Attualmente sopravvivano un numero di iiwi stimato numericamente in circa 362.000 esemplari maturi, dei quali la stragrande maggioranza (340.000) si trova sull'isola di Hawaii, numeri minori si riscontrerebbero su Maui (18.000) e Kauai (4.000, in rapido declino) e solo pochi di questi uccelli popolerebbero ancora le isole di Oahu (dove l'ultimo avvistamento risale al 2010) e Molokai (dove l'ultimo esemplare venne avvistato nel 2004). Sull'isola di Lanai, invece, la specie è scomparsa nel 1929.
La principale causa del declino della specie è stata sicuramente la deforestazione; le foreste originarie, infatti, sono state in massima abbattute per far spazio a coltivazioni, pascoli e insediamenti umani. Le porzioni di foresta nativa sopravvissute, invece, hanno dovuto fare i conti con l'alterazione dovuta all'introduzione di specie invasive. Un'altra minaccia per questa specie è costituita dalla diffusione di malattie trasmesse dalle specie introdotte, in special modo la malaria aviaria trasmessa dalle zanzare, alla quale tutti i drepanidini si sono rivelati disastrosamente vulnerabili: durante una serie di esperimenti sulla malattia, gli studiosi hanno scoperto che più della metà degli iiwi coinvolti nella ricerca generalmente decedono dopo un'unica puntura da parte di una zanzara infetta, e che in generale il tasso di sopravvivenza alla malattia di questi uccelli è di circa il 10%. Proprio per questo motivo, gli iiwi (come la maggior parte degli uccelli nativi delle Hawaii) attualmente si osservano generalmente ad altitudini elevate, dove la temperatura è troppo fredda per permettere la diffusione delle zanzare, mentre sono rari o assenti ad altitudini inferiori, perfino nelle aree dove le foreste primigenie sono rimaste relativamente intatte o sono in fase di ripresa. Tuttavia, gli spostamenti altitudinali dell'iiwi durante la ricerca di cibo li lasciano particolarmente esposti agli agenti patogeni trasmessi dalle zanzare che vivono nelle zone di pianura nei periodo in cui si spingono a quote inferiori.
A dispetto di tutto ciò, l'iiwi ha dimostrato una certa adattabilità alla presenza umana, modificando le proprie abitudini per riuscire a convivere con l'uomo: sebbene sia tutto sommato ancora comune e piuttosto numeroso in buona parte del suo areale, questo uccello si è scoperto più raro di quanto si credesse, anche grazie ai continui spostamenti (anche di isola in isola) che rendono molto difficile valutarne il numero totale effettivo. Se a ciò si sommano l'areale poco esteso e circoscritto, l'alterazione dell'habitat e la suscettibilità al vaiolo, alla malaria aviaria e all'influenza aviaria, si comprende la decisione dell'IUCN di spostare nel 2008 questi uccelli dalla categoria "prossimo alla minaccia" a "vulnerabile".
Per permettere la sopravvivenza dell'iiwi, oltre che di altre specie endemiche, gli scienziati stanno cercando di ristabilire sulle isole l'ecosistema originario, rimuovendo le specie aliene di piante e animali dalle zone maggiormente danneggiate. Sull'isola di Hawaii sono stati condotti molti di questi cosiddetti progetti di rimozione, tuttora in atto nella regione attorno al Mauna Kea, recintando apposite aree all'interno di alcune riserve naturali per tenere lontani gli ungulati e i maiali. Questi, infatti, scavano pantani che costituiscono un importante sito di incubazione per le larve di zanzara, che a loro volta divengono vettrici delle malattie.

## Nella cultura di massa

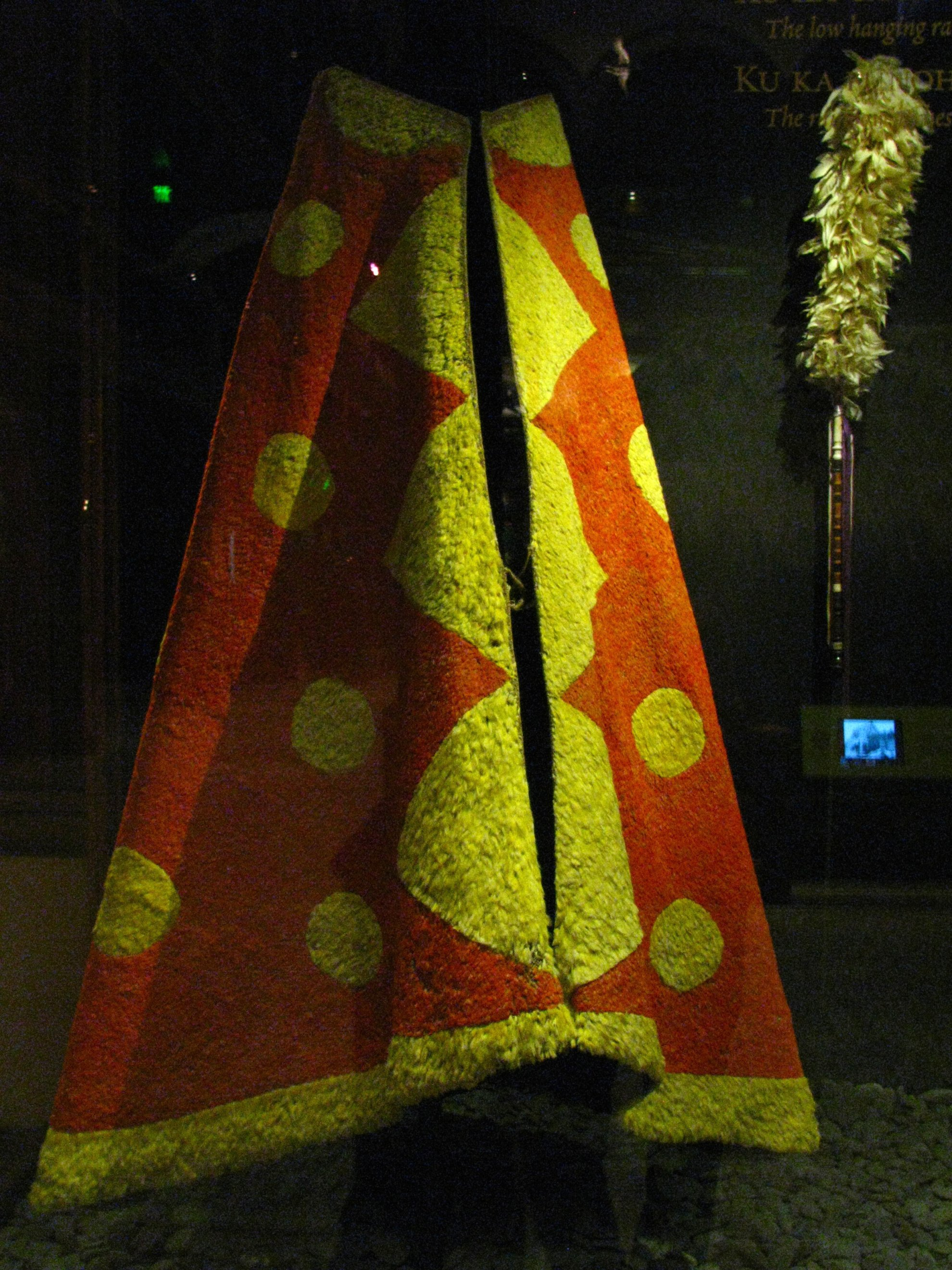
Mantello di nobile hawaiiano: le penne rosse sono di iiwi, quelle gialle di moho e mamo.

Per secoli, l'iiwi è stato catturato dai nativi hawaiiani al fine di ottenerne le piume, che venivano utilizzate per ornare gli ʻahu ʻula (mantelli) e i mahiole (elmi) degli aliʻi, la nobiltà locale: tuttavia questo uccello, sebbene venisse diffusamente cacciato, non subì la stessa persecuzione che portò alla scomparsa il mamo di Hawaii, poiché non era considerato altrettanto sacro.
Questo uccello viene inoltre citato spesso nel folklore hawaiiano. Una delle strofe della canzone hawaiiana Sweet Lei Mamo recita «The i'iwi bird, too, is a friend» [Anche l'uccello iiwi è un amico].